# Джексон, Питер (историк)
Это статья о британском историке; о новозеландском режиссёре см.: Питер Джексон
Пи́тер Дже́ксон (род. 27 января 1948) — британский историк-медиевист (в том числе востоковед и исламовед), профессор средневековой истории в Университете Кила (Стаффордшир, Англия). Основные области научных интересов: средневековая Европа, крестовые походы и Латинский Восток, средневековая Россия, Монгольская империя, восточный исламский мир в Позднее Средневековье, взаимоотношения монголов с европейским и мусульманским миром. Действительный член Британской академии.

## Основные публикации
Автор
- The Delhi Sultanate: a political and military history. — Cambridge University Press, 1999. — 367 p. — ISBN 0521543290.
- The Mongols and the West, 1221—1410. — Pearson Education[англ.], 2005. — 448 p. — ISBN 0582368960.
- The Seventh Crusade, 1244—1254: Sources and Documents. — Ashgate Publishing, 2007. — 274 p. — ISBN 978-0-7546-5722-4.
- Encyclopædia Iranica: статьи

Abaqa,
Abū Sa'īd Bahador Khan,
Aḥmad Takūdār,
Arḡūn Āqā
Arpā Khan,
Bāijū,
Baḵšī,
Banākatī, Abū Solaymān,
Beg,
Beglerbegī,
Boyle, John Andrew,
Čāv,
Chaghatayid dynasty,
Čin Temür,
Čormaḡun,
Courts and courtiers. IV. Under the Mongols,
Crusades,
David of Ashby,
Dānešmand Bahādor,
Dānešmand-e Ḥājeb,
Eljigidei,
ʿEṣāmī , ʿAbd-al-Malek,
Ēltotmeš, Šhams-al-Dīn,
Gayḵātū Khan,
Ḡāyer Khan,
Ḡīāt-al-Dīn Moḥammad (совм. с Ч. Мелвиллом),
Golden Horde,
Güyük Khan,
Jaba,
Jalayerids,
Mongols.
Редактор
- The Cambridge history of Iran. — Cambridge University Press, 1986. — 1120 p. — ISBN 0521200946.
- The Mission of Friar William of Rubruck: His Journey to the Court of the Great Khan Mongke, 1253—1255. — Hakluyt Society, 1990. — 312 p. — ISBN 0904180298.